# A&W Food Services of Canada
Pour les articles homonymes, voir A&W.
 (juin 2020).
Si vous disposez d'ouvrages ou d'articles de référence ou si vous connaissez des sites web de qualité traitant du thème abordé ici, merci de compléter l'article en donnant les références utiles à sa vérifiabilité et en les liant à la section « Notes et références ».
A&W Food Services of Canada est une chaîne de restauration rapide canadienne spécialisée dans la préparation de hamburgers et connue pour sa racinette. La compagnie mère, A&W Restaurants, a été fondée en 1919 à Lodi en Californie puis a ouvert sa première succursale au Canada en 1956 à Winnipeg. Les franchises canadiennes ont été séparées de la chaîne américaine du même nom par leur vente à Unilever en 1972. Elles ont continué d'utiliser sous licence le nom, les produits et les marques de commerce de la bannière américaine. En 2020, il existe plus de 770 établissements A&W au Canada, dont 109 au Québec.

## Historique
Le premier restaurant offrant le service au volant au Canada apparaît en 1956 sur l'avenue Portage à Winnipeg. Le restaurant connaît alors un franc succès. Durant les années 1950 et 1960 les restaurants se sont propagés partout au Canada.
Les initiales A&W viennent de Allen & Wright, les inventeurs de l'A&W.
A&W est réputé pour sa racinette et ses hamburgers.